# Coupe du Cameroun
La Coupe du Cameroun è il principale torneo calcistico camerunese a eliminazione diretta.

## Albo d'oro

### Pre-indipendenza
| Stagione | Campione          | Risultato   | Finalista             |
| -------- | ----------------- | ----------- | --------------------- |
| 1941     | Caïman de Douala  | 6-0         | Mikado ASTP           |
| 1942     | Caïman de Douala  | 3-1         | Léopard Douala        |
| 1943     | Caïman de Douala  |             |                       |
| 1944-53  | sconosciuto       | sconosciuto | sconosciuto           |
| 1954     | Jeunesse Bamiléké |             |                       |
| 1956     | Oryx Douala       | 6-0         | Léopard Douala        |
| 1957     | Canon Yaoundé     | 1-0         | Léopard Douala        |
| 1958     | Tonnerre Yaoundé  | 3-1         | Aigle Royal (Dschang) |
| 1959     | Caïman de Douala  | 2-1         | Vent Sportif (Douala) |

### Post-indipendenza
| Stagione | Campione               | Risultato      | Finalista                |
| -------- | ---------------------- | -------------- | ------------------------ |
| 1960     | Parthenay Lion Yaoundé | 2-1            | Canon Yaoundé            |
| 1961     | Union Douala           | 4-0            | Union Yaoundé            |
| 1962     | Lion Yaoundé           | 4-3            | Union Douala             |
| 1963     | Oryx Douala            | 2-1            | Tonnerre Yaoundé         |
| 1964     | Diamant Yaoundé        | 3-0            | P & T Social Club (Buéa) |
| 1965     | Lion Yaoundé           | 4-1            | CDC Victoria United      |
| 1966     | Lion Yaoundé           | 3-1            | CAMBANK (Yaoundé)        |
| 1967     | Canon Yaoundé          | 1-0            | PWD Bamenda              |
| 1968     | Oryx Douala            | 2-1            | Prison Buéa              |
| 1969     | Union Douala           | 2-0            | Oryx Douala              |
| 1970     | Oryx Douala            | 2-0            | Aigle Nkongsamba         |
| 1971     | Diamant Yaoundé        | 3-2            | Caïman de Douala         |
| 1972     | Diamant Yaoundé        | 3-2            | Caïman de Douala         |
| 1973     | Canon Yaoundé          | 5-2            | Diamant Yaoundé          |
| 1974     | Tonnerre Yaoundé       | 1-0            | Canon Yaoundé            |
| 1975     | Canon Yaoundé          | 2-1            | Aigle Nkongsamba         |
| 1976     | Canon Yaoundé          | 2-0            | Racing FC Bafoussam      |
| 1977     | Canon Yaoundé          | 1-0            | Caïman de Douala         |
| 1978     | Canon Yaoundé          | 4-3            | Union Douala             |
| 1979     | Dynamo Douala          | 3-1            | PWD Bamenda              |
| 1980     | Union Douala           | 2-1            | Canon Yaoundé            |
| 1981     | Dynamo Douala          | 2-0            | Union Douala             |
| 1982     | Dragon Douala          | 4-1            | Dihep Nkam               |
| 1983     | Canon Yaoundé          | 3-2            | Union Douala             |
| 1984     | Dihep Nkam             | 1-0            | Union Douala             |
| 1985     | Union Douala           | 2-0            | Canon Yaoundé            |
| 1986     | Canon Yaoundé          | 1-0            | Rail Douala              |
| 1987     | Tonnerre Yaoundé       | 4-2            | Diamant Yaoundé          |
| 1988     | Panthère de Bangangté  | 1-0            | Racing FC Bafoussam      |
| 1989     | Tonnerre Yaoundé       | 1-0            | Diamant Yaoundé          |
| 1990     | Prévoyance Yaoundé     | 1-1 (6-5 pen.) | Tonnerre Yaoundé         |
| 1991     | Tonnerre Yaoundé       | 1-0            | Racing FC Bafoussam      |
| 1992     | Olympic Mvolyé         | 1-0            | Diamant Yaoundé          |
| 1993     | Canon Yaoundé          | 2-0            | Léopards Douala          |
| 1994     | Olympic Mvolyé         | 1-0            | Tonnerre Yaoundé         |
| 1995     | Canon Yaoundé          | 1-0            | Océan Kribi              |
| 1996     | Racing FC Bafoussam    | 1-0            | Stade Bandjoun           |
| 1997     | Union Douala           | 2-1            | Port FC                  |
| 1998     | Dynamo Douala          | 1-0            | Canon Yaoundé            |
| 1999     | Canon Yaoundé          | 2-1            | Cotonsport Garoua        |
| 2000     | Kumbo Strikers         | 1-0            | Unisport de Bafang       |
| 2001     | Fovu Baham             | 3-2            | Cintra Yaoundé           |
| 2002     | Mount Cameroon         | 2-1            | Sable Batié              |
| 2003     | Cotonsport Garoua      | 2-1            | Sable Batié              |
| 2004     | Cotonsport Garoua      | 1-0            | Union Douala             |
| 2005     | Impôts FC              | 1-0            | Unisport de Bafang       |
| 2006     | Union Douala           | 1-0            | Fovu Baham               |
| 2007     | Cotonsport Garoua      | 1-0            | Les Astres               |
| 2008     | Cotonsport Garoua      | 4-2            | Aigle Royal Menoua       |
| 2009     | Panthère du Ndé        | 3-2            | Les Astres               |
| 2010     | Fovu Baham             | 2-1            | Les Astres               |
| 2011     | Cotonsport Garoua      | 0-0 (3-0 pen.) | Unisport de Bafang       |
| 2012     | Unisport de Bafang     | 2-0            | New Star                 |
| 2013     | Young Sports Academy   | 0-0 (4-1 pen.) | Canon Yaoundé            |
| 2014     | Cotonsport Garoua      | 2-0            | Panthère du Ndé          |
| 2015     | UMS de Loum            | 2-0            | Panthère du Ndé          |
| 2016     | APEJES Academy         | 2-0            | Bamboutos                |
| 2017     | New Star               | 1-0            | UMS de Loum              |
| 2018     | Eding Sport            | 1-0            | Lion Blessé              |
| 2019     | Stade Renard           | 3-2            | FAP Yaoundé              |
| 2020     |                        | non terminata  |                          |
| 2021     | PWD Bamenda            | 1-0            | Les Astres               |
| 2022     | Cotonsport Garoua      | 1-0            | Bamboutos                |

## Vittorie per squadra
| Club                 | Vittorie | Stagioni                                                         |
| -------------------- | -------- | ---------------------------------------------------------------- |
| Canon Yaoundé        | 11       | 1967, 1973, 1975, 1976, 1977, 1978, 1983, 1986, 1993, 1995, 1999 |
| Cotonsport Garoua    | 7        | 2003, 2004, 2007, 2008, 2011, 2014, 2022                         |
| Union Douala         | 6        | 1961, 1969, 1980, 1985, 1997, 2006                               |
| Lion Yaoundé         | 4        | 1960, 1962, 1965, 1966                                           |
| Tonnerre Yaoundé     | 4        | 1974, 1987, 1989, 1991                                           |
| Oryx Douala          | 3        | 1963, 1968, 1970                                                 |
| Diamant Yaoundé      | 3        | 1964, 1971, 1972                                                 |
| Dynamo Douala        | 3        | 1979, 1981, 1998                                                 |
| Fovu Baham           | 2        | 2001, 2010                                                       |
| Olympic Mvolyé       | 2        | 1992, 1994                                                       |
| Panthère du Ndé      | 2        | 1988, 2009                                                       |
| Dragon Yaoundé       | 1        | 1982                                                             |
| Dihep Nkam           | 1        | 1984                                                             |
| Prévoyance Yaoundé   | 1        | 1990                                                             |
| Racing Bafoussam     | 1        | 1996                                                             |
| Kumbo Strikers       | 1        | 2000                                                             |
| Mount Cameroon       | 1        | 2002                                                             |
| Impôts               | 1        | 2005                                                             |
| Unisport             | 1        | 2012                                                             |
| Young Sports Academy | 1        | 2013                                                             |
| UMS de Loum          | 1        | 2015                                                             |
| APEJES Academy       | 1        | 2016                                                             |
| New Star             | 1        | 2017                                                             |
| Eding Sport          | 1        | 2018                                                             |
| Stade Renard         | 1        | 2019                                                             |
| PWD Bamenda          | 1        | 2021                                                             |